# پانچیرا

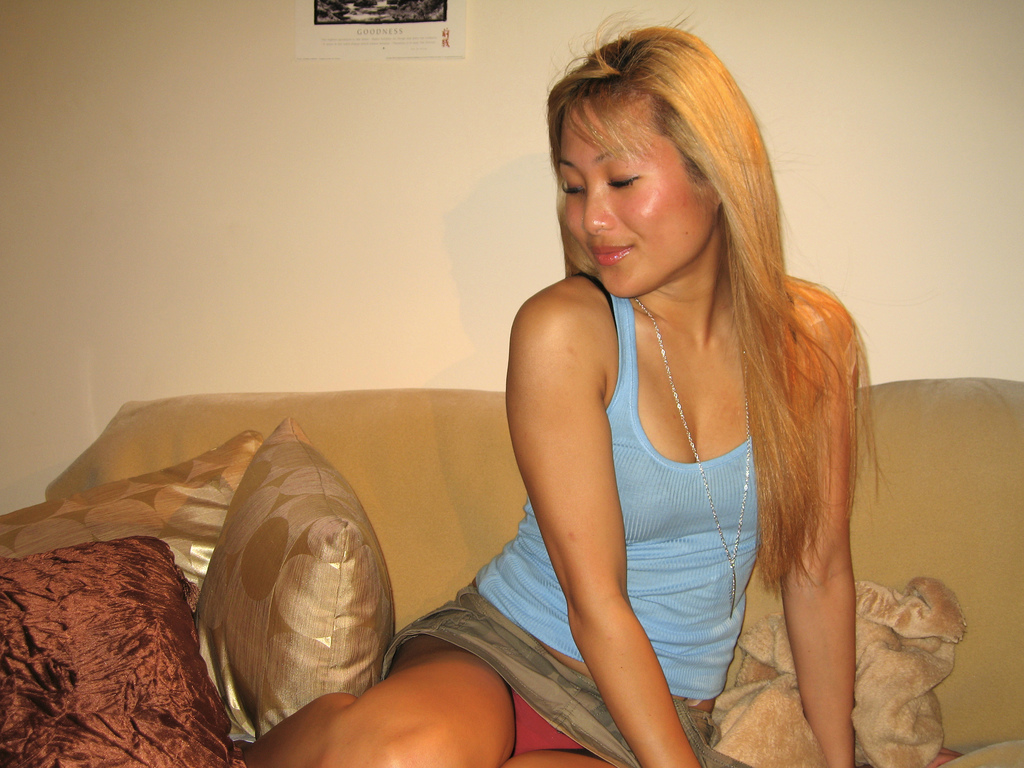
پانچیرا «لی‌لی یوئن» در یک عکاسی شهوانی.

پانچیرا (به ژاپنی: パンチラ) در زبان عامیانه اشاره به یک نگاه اجمالی به لباس زیر زنانه دارد. این اصطلاح دارای مفهوم مشابه‌ای با کلمه «دامن بالا» (آپ‌اِسکِرت) در استفاده‌های زبان انگلیسی دارد. این واژه تکواژ چندوجهی از شورت زنانه (به ژاپنی: パンティー pantī) و چیرا، صدای نمادگرایی ژاپنی به نشانهٔ یک نگاه مختصر یا برانداز اجمالی است. این لغت با اصطلاح عمومی «دامن بالا» متفاوت است، از آنجایی که پانچیرا به شکلی صریح حضور لباس زیر (عدم وجود آن به‌طور دقیق‌تر تحت عنوان «نُوپان» (به ژاپنی: ノーパン) توصیف می‌شود) را مشخص می‌کند.
در انیمه و مانگا، پانچیرا معمولاً اشاره به زیرچشمی نگاه‌ کردن شورت زنانه دارد، که به‌طور گسترده از اوایل دهه ۱۹۶۰ به‌عنوان معاهده بصری توسط هنرمندان و پویانماهای ژاپنی استفاده شده‌است.